# Nephrotoma aberdarensis
Nephrotoma aberdarensis är en tvåvingeart som beskrevs av Alexander 1956. Nephrotoma aberdarensis ingår i släktet Nephrotoma och familjen storharkrankar. Inga underarter finns listade i Catalogue of Life.